# آدام بنزین
آدام بنزین (انگلیسی: Adam Benzine؛ زادهٔ ۲۹ مهٔ ۱۹۸۲) کارگردان فیلم، مستندساز و روزنامه‌نگار اهل بریتانیا است. فیلم تحسین‌شدهٔ مستند او، کلود لنزمن: شبح‌های شوآ دربارهٔ کارگردان فرانسوی، کلود لنزمن، نامزد جایزه اسکار بهترین فیلم مستند در هشتاد و هشتمین دوره جوایز اسکار شد.